# Ісла-Перес
Ісла-Перес (ісп. Isla Pérez) — острів у Мексиканській затоці, розташований за 130 км на північ від порту Прогресо на узбережжі півострова Юкатан. Входить до складу Національного парку Арресіфе-Алакранес і є найбільшим островом архіпелагу.
Води та коралові рифи, що оточують острів, є важливим притулком для морських мешканців і приваблюють у цей регіон безліч рибалок. На острові мало рослинності, а спекотний і сухий клімат не сприяє проживанню людини.
Історично острів використовувався як орієнтир для навігації в південній частині Мексиканської затоки, особливо для моряків між протокою Юкатан і затокою Кампече. Зважаючи на важливість острова для судноплавства, на ньому розміщено загін мексиканських військово-морських сил.